# Henschel (Familienname)
Henschel ist ein deutscher Familienname.

## Namensträger
- Angelika Henschel (* 1957), deutsche Sozialpädagogin und Hochschullehrerin
- Arno Henschel (1897–1945), deutscher Maler
- August Wilhelm Henschel (1790–1856), deutscher Botaniker und Medizinhistoriker
- Bruno Henschel (1900–1976), deutscher Verleger
- Carl Anton Henschel (1780–1861), deutscher Unternehmer
- Dennis Henschel (* 1984), deutscher Sänger und Musicaldarsteller
- Dietrich Henschel (* 1967), deutscher Opernsänger (Bariton)
- Elke Henschel (* ?), deutsch-schweizerische germanistische Linguistin
- Erich Henschel (1907–1984), deutscher Künstler
- Erik Henschel (* 1996), deutscher Fußballspieler
- G. A. Louis Henschel (1806–1852), französischer Lexikograph
- Georg Henschel (Politiker) (1912–1981), deutscher Politiker (SPD), MdA Berlin
- Georg Christian Carl Henschel (1759–1835), deutscher Unternehmer
- George Henschel (1850–1934), deutsch-britischer Sänger, Dirigent und Komponist
- Gerhard Henschel (Maler) (1938–2022), deutscher Maler, Grafiker und Formgestalter
- Gerhard Henschel (* 1962), deutscher Schriftsteller
- Gustav Henschel (1835–1895), österreichischer Forstmann
- Heinz Henschel (1920–2006), deutscher Eishockeyspieler
- Hermann Henschel (1843–1918), deutscher Buchbinder und Erfinder
- Holger Henschel (* 1972), deutscher Fußballschiedsrichter
- Horst Henschel (1899–1945), deutscher Heimatforscher
- James Henschel (Jeremias Henschel; 1863–1939), deutscher Kaufmann und Kinobetreiber
- Jane Henschel (* 1952), US-amerikanische Opernsängerin (Alt)
- Johann Friedrich Henschel (1931–2007), deutscher Richter
- Johann Werner Henschel (1782–1850), deutscher Bildhauer
- Jürgen Henschel (1923–2012), deutscher Fotograf
- Karl Henschel (1873–1924), deutscher Unternehmer
- Kurt Henschel (1921–2008), deutscher Maler, Grafiker und Museumsleiter
- Laura Henschel-Rosenfeld (1857–1944), österreichische Erzieherin und Philanthropin
- Milton George Henschel (1920–2003), US-amerikanischer Zeuge Jehovas
- Moritz Henschel (1879–1947), deutscher Jurist und jüdischer Funktionär
- Oscar Henschel (1837–1894), deutscher Unternehmer
- Oscar Robert Henschel (1899–1982), deutscher Ingenieur und Unternehmer
- Paul Henschel (Maler) (1889–1982), deutscher Maler
- Paul Henschel (Fotograf) (* 1987), deutscher Fotograf, Fotojournalist und Dokumentarfilmer
- Peter Henschel (*  1943), deutscher Fußballspieler
- Ruth Henschel (1904–1982), deutsche Grafikerin und Textilkünstlerin
- Sophie Henschel (1841–1915), deutsche Unternehmerin
- Theodor Henschel (1904–?), deutscher SS-Offizier und Fachführer
- Traude-Maria Henschel (1929–2013), deutsche Textilgestalterin, insbesondere Handweberin
- Wally Henschel (1893–1988), deutsch-amerikanische Schachspielerin
- Walter Henschel von Hain (Walter Henschel vom Haim; 1883–1945), deutscher Maler
- Wilhelm Henschel (1781/85–1865), Zeichner, Kupferstecher und Lithograf
- Wolfgang F. Henschel (1943–2023), deutscher Regisseur und Drehbuchautor